# Charlotte Wankel
Charlotte Wankel, född 12 maj 1888 i Kambo i Jeløy (nu Moss), död 2 augusti 1969 i Høvik i Bærum, var en norsk målare.
Wankel var elev till Harriet Backer och Henrik Sørensen, och i Paris till Pedro Araujo, Fernand Léger och Amédée Ozenfant. Sedan hon valt ett abstrakt formspråk fick hon så liten uppslutning i de norska konstkretsarna att hon slutade ställa ut. Nasjonalmuseet/Nasjonalgalleriet i Oslo äger hennes Gutt med agurkranke (1930) samt två kubiserande abstrakta kompositioner och grupporträttet Fire kunstnere (1936).